# Internationale Bewegung für das Kinderapostolat
Die Internationale Bewegung für das Kinderapostolat (en.: International Movement of the Apostolate of Children (IMAC); fr.: Mouvement International d’Apostolat des Enfants (MIDADE); es.: Movimento International de Apostolado de los Niños (MIDADEN)) ist eine vom Päpstlichen Rat für die Laien als geistliche Gemeinschaft von Laien anerkannte Vereinigung von Gläubigen in der römisch-katholischen Kirche. Sie wurde 1966 gegründet und hat bei der UNO, der UNICEF und der Internationalen Arbeiterorganisation (ILO) eine beratende Funktion. Die Bewegung ist in 53 Ländern vertreten und erreicht insgesamt etwa 2 Millionen Kinder.

## Geschichte
Der geistige Vater der Bewegung ist der Priester Gaston Courtois, der 1936 den Vorläufer „Cœurs vaillants et Âmes vaillantes“ (de.: „Tapfere Herzen und tapfere Seelen“) ins Leben rief. 1956 wird diese Organisation in „Action catholique de l’Enfance“ (ACE) (de.: „Katholische Aktion Kindheit“) umbenannt. Nach der Ausweitung, über die Grenzen Frankreichs, bildete sie eine „Internationale Kommission“, die 1962 zum ersten internationalen Treffen der ACE führte. Auf dem zweiten Treffen im Jahre 1966 wurde in Rom offiziell die MADADE gegründet. Der Heilige Stuhl erteilte dem sogenannten „Büro der Internationalen Bewegung für das Kinderapostolat“ im Jahr 1973 die Anerkennung als eine internationale Organisation päpstlichen Rechts. Die Nichtregierungsorganisation ist beratendes Mitglied im Wirtschafts- und Sozialrat der UNO, der UNICEF und der ILO.

## Selbstverständnis
Die Bewegung dient der Evangelisation und der Volkserziehung, sie setzt sich für das Wachstum der Kinder ein. Ihr Ziel liegt darin eine Befähigung zur Übermittlung von apostolischen Aufgaben zu übermitteln. Die dazu entwickelte Erziehungsmethodik basiert auf der Meinung, dass das Kind schon eine selbständige Person sei und deshalb die Fähigkeit besitze sein Umfeld zu verändern. Im Vordergrund steht dabei „Sehen-Urteilen-Handeln-Feiern“, sie helfe den Kindern über Schwierigkeiten hinwegzukommen und die Vielfalt der Umwelt zu erkennen. Das Spiel wird als die erste Stufen des Lernens verstanden.

## Organisation und Verbreitung
Das Leitungsorgan der MIDADE ist die Generalversammlung, auf der die Delegierten alle vier Jahre beraten. Hieraus wird die „Internationale Equipe“ (IE), einer Art „Geschäftsführender Rat“, gewählt, dieser besteht aus dem Präsidenten, drei Vizepräsidenten, zwei Generalsekretären und dem Kirchlichen Assistenten. Der Bewegung kann man als Mitglied, Beobachter oder Gesprächspartner angehören. In über 53 Ländern (Afrika, Asien, Europa, Mittlerer Osten, Nordamerika, Ozeanien und Südamerika) werden etwa 2 Millionen Kinder erreicht. Ihren Hauptsitz hat die Organisation in Le Plessis-Robinson (Frankreich). Die Bewegung veröffentlicht halbjährlich die Zeitschrift „Enfants en mouvement“ in drei Sprachen (Englisch, Französisch und Spanisch).